# Jean-Jacques de Mesmes

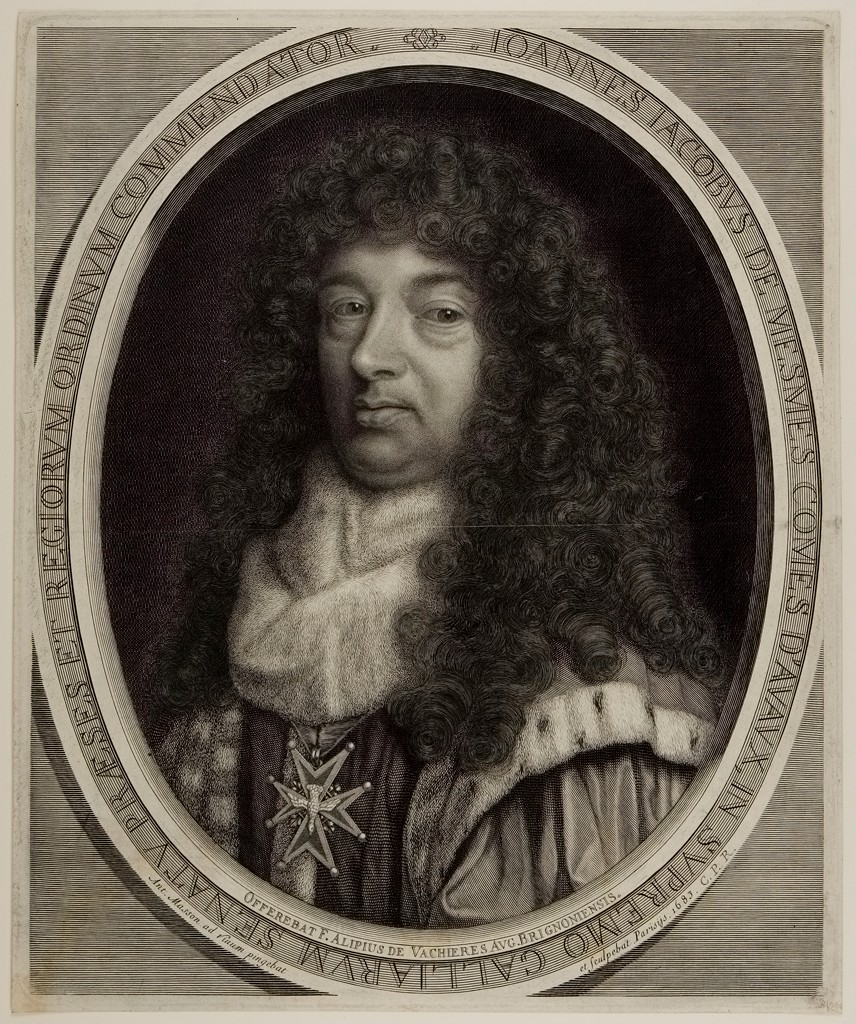
Jean-Jacques de Mesmes

Jean-Jacques de Mesmes (* 1640 in Paris; † 9. Mai 1688 ebenda) aus der Familie Mesmes war ein Beamter der königlichen Verwaltung, Intendant von Soissons und Präsident des Parlaments von Paris. Er ist der Bruder des Diplomaten Jean-Antoine d’Avaux.

## Leben
De Mesmes stammte aus einer alten adeligen Familie aus dem Béarn; er war Comte von Avaux, Vicomte von Neufchâtel-sur-Aisne und Herr von Moissy-Cramayel.
Zwischen 1671 und 1684 fungierte de Mesmes als Zeremonienmeister des Ordens vom heiligen Geist (prévôt et maître de cérémonies).
1676 wählte die Académie française de Mesmes zum Nachfolger des verstorbenen Jean Desmarets de Saint-Sorlin (Fauteuil 4). Ihm selbst folgte der Kleriker Jean Testu de Mauroy auf diesem Platz nach.
Sein Sohn Jean-Antoine de Mesmes (1661–1723) wurde später beruflich und politisch sein Nachfolger und ebenfalls in die Académie gewählt.